# 動畫鍛鍊！EX
《動畫鍛鍊！EX》是濁川敦執導，Rising Force製作的5分鐘短篇日本動畫，並於2015年10月13日在東京都會電視台、SUN電視台和Niconico動畫開始播放。故事以第一身視覺與女孩一起做運動，並會有訓練的解說。

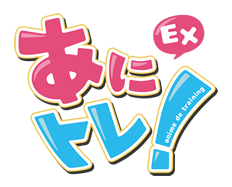
動畫鍛鍊！EX

在第5集因CG動畫欠佳而遭觀眾負評，在召開緊急反省會後，第8集改為使用手繪的2D作畫呈現。
2016年7月29日发表了2季动画《動畫鍛鍊！XX～同一屋簷下～》（あにトレ!XX ～ひとつ屋根の下で～）于2016年10月5日开始播出的消息。

## 作品概要
「讓心和身體都萌（燃燒）起來！」
伏地挺身、腹肌、背肌、舞蹈、瑜伽、拉伸運動、軀幹鍛鍊、太極拳……每回都有形形色色的豐富鍛鍊項目！
以偶像為目標的五名可愛角色與你一同鍛鍊，讓令人在意的體脂肪率一個季度下降1000%……！？

## 登場角色
星麻美（聲：伊藤美來）
16歲，高中1年級生。體育萬能的超健康元氣女生。
雖然運動成績優秀但學習完全不行，甚至聽到「方程式」就會暈倒。性格開朗充滿元氣，非常天真爛漫，和任何人都能成為朋友，目標是成為偶像。在團隊中位於「Center（中心）」的位置。
樋口繪里（聲：和氣杏未）
14歲，初中2年級生。在团队里是最年轻的女生。
性格非常要強不認輸，一旦決定的事情必然會盡全力將它做好，但在沒有幹勁的時候很難振作起來。討厭的食物是納豆，非常介意自己可憐的胸部，目前正在一心一意全力鍛鍊中。
早乙女靜乃（聲：小牧未侑）
17歲，高中2年級生。清秀文靜大小姐氣質的前輩。
留有黑色長直髮，身體發育完美。性格我行我素，極具包容力和治癒力，偶爾也會顯露出不諳世事的天然呆一面，生氣時似乎非常可怕。喜歡的東西是料理，飼養着一隻寵物雪貂（聲：曾我部英理）。
橘紫苑（聲：長繩麻理亞）
16歲，高中1年級生。中二病全開的不思議系女生。
本名「明子」。關於自己的詳細設定為「黑暗世界降臨的墮天使」，給人一種不可思議的感覺。目標是成為偶像，理由為「這是命運的指引」。偶爾也會搞錯自己的設定，成為笨手笨腳的搞笑角色。
目前在「Ministop」做着兼職售貨員的工作，在動畫第一話裏便以店員身份登場。
平岡優（聲：高尾奏音）
15歲，初中3年級生。靦腆害羞的眼鏡女生。
性格柔弱，很容易陷入消極思考並落淚。戴着度數極高的眼鏡，取下眼鏡後便什麼也看不見。身體看起來很纖瘦，實際上身材很好。希望成為最「普通」的人，獨特的個性似乎可以安撫大家。有着獨特的口癖。
出海櫻（聲：鈴木繪理）
14歲，初中2年級生。第2季登場，具有甜美可愛的氣質。
喜歡懷抱布偶的銀髮女生。

## 電視動畫

### 製作人員
- 導演：濁川敦
- 劇本：石橋大助
- 人物設定、總作畫監督：山本周平
- 動畫製作：Rising Force

### 主題曲
第1季片尾曲
「重要☆鍛鍊（ばいたる☆エクササイズ）」
塡詞、編曲：やしきん，作曲：奧井康介，主唱：星麻美（伊藤美來）、樋口繪里（和氣杏未）、早乙女靜乃（小牧未侑）、橘紫苑（長繩麻理亞）、平岡優（高尾奏音）
編舞：RAB（Real Akiba Boys）
第2季片尾曲
「Cheer for you♪♬🎶」
塡詞：hotaru，作曲、編曲：yamazo，主唱：星麻美（伊藤美來）、樋口繪里（和氣杏未）、早乙女靜乃（小牧未侑）、橘紫苑（長繩麻理亞）、平岡優（高尾奏音）、出海櫻（鈴木繪理）

### 各話列表
| 話數  | 日文標題 | 中文標題                                         | 分鏡     | 演出     | 作畫監督                                   | 登場角色         |
| 第1季 | 第1季    | 第1季                                            | 第1季    | 第1季    | 第1季                                      | 第1季            |
| ----- | -------- | ------------------------------------------------ | -------- | -------- | ------------------------------------------ | ---------------- |
| EX1   |          | 掌上壓與腹肌鍛鍊！放馬過來！！                   | 濁川敦   | 濁川敦   | 山本周平                                   | 星麻美           |
| EX2   |          | 多做掌上壓！能提升胸圍啦！！                     | 濁川敦   | 濁川敦   | 浦島美紀、北島勇樹                         | 樋口繪里         |
| EX3   |          | 背部蹲舉！目標是大和撫子！                       | 濁川敦   | 濁川敦   | 浦島美紀、北島勇樹                         | 早乙女靜乃       |
| EX4   |          | 邪神降臨舞蹈（瑜伽）！黑暗啊 給予吾指引吧！！    | 濁川敦   | 濁川敦   | 北島勇樹                                   | 橘紫苑           |
| EX5   |          | 讓我們跳舞！！颯爽流汗吧！！                     | 濁川敦   | 濁川敦   | 浦島美紀、北島勇樹 山田睦                  | 麻美、繪里、靜乃 |
| EX6   |          | 踢腿&轉腰！好好努力！！                          | 藤澤俊幸 | 濁川敦   | 湯川純                                     | 平岡優           |
| EX7   |          | 高難度掌上壓深蹲！不可以認輸哦！！               | 竹内浩志 | 中村近世 | 宇都木勇                                   | 麻美、繪里       |
| EX8   |          | 繼續跳舞吧！用笑容來淨化美麗！！                 | 濁川敦   | 濁川敦   | 壽夢龍、山田睦 浦島美紀                    | 麻美、紫苑、優   |
| EX9   |          | 伸展體操！魅惑的游泳池畔！！                     | 濁川敦   | 上原秀明 | 柴田志朗                                   | 繪里、靜乃       |
| EX10  |          | 讓我們去健身室吧！愉快地鍛鍊！！                 | 濁川敦   | 南川達馬 | 平田賢一                                   | 麻美、優         |
| EX11  |          | 放鬆身心太極拳！能有效鍛鍊身體！！               | 濁川敦   | 濁川敦   | 壽夢龍                                     | 全員             |
| EX12  |          | 來跳健身操！更多歡笑！！                         | 濁川敦   | 濁川敦   | 北島勇樹、浦島美紀 壽夢龍、佐藤瑞基 湯川純 | 全員             |
| 第2季 |          |                                                  |          |          |                                            |                  |
| XX1   |          | 開始吧 新XX！讓我們一起來大掃除&體側屈           | 濁川敦   | 濁川敦   | 山本周平                                   | 全員             |
| XX2   |          | 在奔馳的XX電車裏！？ 無論何時何地都要鍛鍊哦      | 濁川敦   | 濁川敦   | 山本周平                                   | 繪里、紫苑       |
| XX3   |          | 滚啊滚 垫上运动！ 唯有XX                         | 濁川敦   | 濁川敦   | 山本周平                                   | 优、静乃         |
| XX4   |          | 愉悦的黑暗XX！终结的开始之时                     | 濁川敦   | 濁川敦   | 山本周平                                   | 紫苑             |
| XX5   |          | 一起拉韧带！ XX拉伸，目標是游泳冠軍！            | 濁川敦   | 濁川敦   | 山本周平                                   | 麻美、静乃       |
| XX6   |          | 用健身球塑造好身材！就封你为朕的XX吧！           | 濁川敦   | 濁川敦   | 山本周平                                   | 樱               |
| XX7   |          | 慢跑 神清气爽有氧运动！XX让人心情舒畅            | 濁川敦   | 濁川敦   | 山本周平                                   | 全員             |
| XX8   |          | 按摩按摩好放松！一起XX吧                         | 濁川敦   | 濁川敦   | 山本周平                                   | 全員             |
| XX9   |          | 跳跳绳子 暖暖身子！不仅是身体，连XX也...         | 渡部周   | 濁川敦   | 山本周平                                   | 静乃             |
| XX10  |          | 用俯卧撑&背肌锻炼让烦恼都飞走！ 试着努力戴上XX吧 | 渡部周   | 濁川敦   | 山本周平                                   | 优               |
| XX11  |          | 举举哑铃释放双臂活力！魅惑的XX在等着你哦         | 濁川敦   | 濁川敦   | 山本周平                                   | 全員             |
| XX12  |          | 同一屋簷下！到XX开始的时间了哦                     | 濁川敦   | 濁川敦   | 山本周平                                   | 全員             |

### 播放電視台
日本深夜動畫：下文記載的日本国内播放時間使用日本標準時間（UTC+9）表示。因為部分時間标识會採用30小时制，因此請留意这类超过24:00的时间，其實際播放時間為翌日清晨。
| 播放地区 | 播放电视台   | 播放日期                 | 播放时间                  |
| -------- | ------------ | ------------------------ | ------------------------- |
| 东京都   | TOKYO MX     | 2015年10月13日－12月29日 | 星期一 25时11分－25时16分 |
| 兵库县   | SUN电视台    | 2015年10月13日－12月29日 | 星期一 25时36分－25时41分 |
| 日本全国 | AT-X         | 2016年2月19日－5月6日    | 星期五 22时50分－23时00分 |
| 日本全国 | niconico频道 | 2015年10月13日－12月22日 | 星期二 12时00分 更新      |
| 日本全国 | GYAO!        | 2015年10月13日－12月29日 | 星期二 12时00分 更新      |
| 日本全国 | 万代频道     | 2015年10月13日－12月29日 | 星期二 12时00分 更新      |

## 外部連結
- 燃燒系電視動畫「動畫鍛鍊！EX」 （页面存档备份，存于）（日語）
- 電視動畫「動畫鍛鍊！EX」官方的X（前Twitter）